# Nordlig dunrygg
För Dryoscopus cubla, se svartryggig dunrygg.
Nordlig dunrygg (Dryoscopus gambensis) är en fågel i familjen busktörnskator inom ordningen tättingar.

## Utseende och läte
Nordlig dunrygg är en medelstor busktörnskata med kraftigt skilda dräkter mellan könen. Hanen är mestadels svart och vit, med grått på övergump och skuldra. Honan är brun på ryggen och beigefärgad undertill. Hanen skiljs från svartryggig dunrygg genom inslag av grått, honan från mindre dunrygg genom större storlek och helmörk näbb. Vanligaste lätet är ett stigande "kyeeewu", men även olika grälande ljud kan höras.

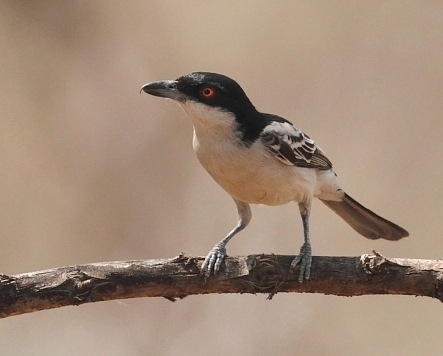

## Utbredning och systematik
Nordlig dunrygg förekommer som namnet avslöjar nordligast av dunryggarna, i ett band från Senegal i Västafrika österut till Sudan och söderut till Demokratiska republiken Kongo. Den delas in i fyra underarter med följande utbredning:
- Dryoscopus gambensis gambensis – förekommer från Senegal till Kamerun, Tchad och norra Gabon
- Dryoscopus gambensis congicus – förekommer i sydvästra Kongo-Brazzaville och västra Kongo-Kinshasa
- Dryoscopus gambensis malzacii – förekommer i östra Kamerun, Centralafrikanska Republiken, södra Uganda, västra Kenya, östra Kongo-Kinshasa
- Dryoscopus gambensis erythreae – förekommer från ostligaste Sudan till Eritrea och Etiopien

## Levnadssätt
Nordlig dunrygg hittas i olika typer av savannmiljöer, men även skogslandskap, mangroveskogar och utmed skogsbryn. Den är generellt en vanlig och väl synlig fågel som ofta slår följe med artblandade flockar.

## Status och hot
Arten har ett stort utbredningsområde och en stor population med stabil utveckling och tros inte vara utsatt för något substantiellt hot. Utifrån dessa kriterier kategoriserar internationella naturvårdsunionen IUCN arten som livskraftig (LC). Världspopulationen har inte uppskattats men den beskrivs som frekvent förekommande till vanlig.